# La Luisiana
La Luisiana ist eine Gemeinde in der Provinz Sevilla in Spanien mit 4.626 Einwohnern (Stand: 2024). Sie liegt in der Comarca Écija in Andalusien. 

## Geografie
La Luisiana grenzt an Cañada Rosal, Écija und Fuentes de Andalucía.

## Geschichte
Die Siedlung wurde im Jahre 1768, während der Herrschaft von Karl III. gegründet, um diese Region zu besiedeln und das Banditentum in der Sierra Morena zu bekämpfen. Viele der Siedler waren deutsche Katholiken aus dem Heiligen Römischen Reich, was die Kultur des Ortes immer noch prägt. 1835 wurde La Luisiana eine eigenständige Gemeinde.

## Sehenswürdigkeiten
Zu den Sehenswürdigkeiten gehört die Kirche Iglesia de la Inmaculada Concepción.

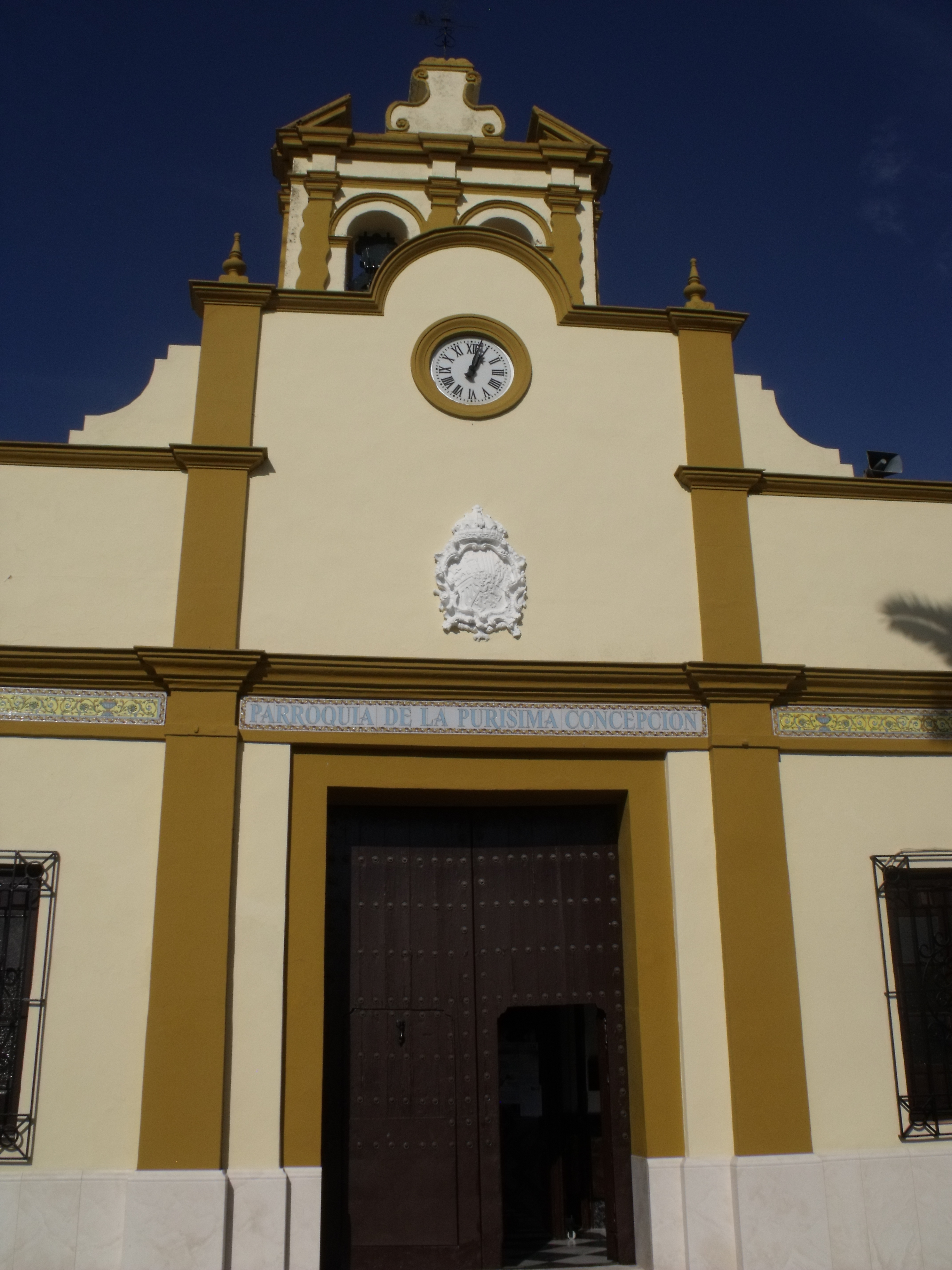
Iglesia de la Inmaculada Concepción